# Tverská jaderná elektrárna
Tverská jaderná elektrárna (rusky Тверская АЭС) je plánovaná jaderná elektrárna v Rusku. Nachází se v Tverské oblasti, poblíž města Udomlja. Elektrárna je zamýšlena jako náhrada za první dva starší bloky Kalininské jaderné elektrárny. Čtyři plánované tlakovodní reaktory VVER mají produkovat celkem 4800 MW hrubého výkonu. Tverská jaderná elektrárna bude postavena poblíž stávající elektrárny. Chlazení mají zajišťovat chladicí věže pracující v uzavřeném systému.

## Historie a technické informace

### Počátky
V rámci programu rozvoje jaderného průmyslu v Rusku v letech 2007–2010 bylo zahájeno plánování nové jaderné elektrárny v Tverské oblasti. RAO UES, provozovatel sítě v Rusku, prohlásil tento projekt spolu s některými dalšími plánovanými systémy na konferenci v Leningradské jaderné elektrárně v únoru 2007 za zbytečný. Guvernér Tverské oblasti Dmitrij Vadymovič Zelenin naopak uvedl, že nová jaderná elektrárna je nezbytná pro bezpečné zásobování Moskvy a Petrohradu energií s tím, že deficit elektřiny v Moskevské oblasti je 6 GW a Leningradské oblasti 12 GW. Jaderná elektrárna je jedním ze způsobů, jak tomuto deficitu zabránit. Nová jaderná elektrárna v Tverské oblasti je zvláště vhodná vzhledem k její poloze v mírné vzdálenosti mezi oběma městy.
Kromě Udomlja přicházela v úvahu i lokalita poblíž města Ržev. Dne 7. července 2009 se uskutečnilo setkání s Rosenergoatomem a generálním projektantem Atomenergoprojekt Nižnij Novgorod spolu s obyvateli měst Rjad, Brusov a Eremkov. Zde byly provedeny všechny přípravy na veřejné slyšení 8. července v Udomlji. Rosatom dal jasně najevo, že elektrárna bude postavena pouze v případě, že projekt podpoří většina obyvatel. V rámci projektu VVER-1200 se dvěma primárními smyčkami byly v roce 2009 plány elektrárny změněny ve prospěch reaktorů typu VVER-1200/501 AES-2006M, namísto AES-2006 se čtyřmi smyčkami primárního okruhu. V lednu 2010 Rostechnadzor oznámil, že pro první dva reaktory bude provedeno posouzení vlivu na životní prostředí. V dubnu 2011 byla data projektu přezkoumána a bylo schváleno, že Rosatom může požádat Rostechnadzor o licenci lokality pro první dva bloky. Atomenergoprojekt Nižnij Novgorod působil jako generální projektant.
V roce 2012 bylo plánování zařízení zastaveno. Guvernér Tverské oblasti však v lednu 2012 oznámil, že bude bojovat za výstavbu jaderné elektrárny. Během návštěvy generálního ředitele Rosenergoatomu Jevgenije Romanova v jaderné elektrárně Kalinin během jeho každoroční návštěvy vyvstala otázka, zda existuje vyhlídka na novou jadernou elektrárnu v Tverské oblasti. Romanov však vysvětlil, že předpovědi spotřeby předpovídají menší nárůst poptávky po elektřině, a proto jaderná elektrárna Tver nebude v blízké budoucnosti postavena. Vzhledem k tomu, že priority byly přesunuty na nahrazení starých elektráren s reaktory typuRBMK-1000, je středem zájmu realizace jaderných elektráren Leningrad II, Kursk II, Smolensk II a tehdy budovaná Kaliningradská jaderná elektrárna. Realizace jaderné elektrárny Tver bude hrát roli až v dalším programu výstavby.

## Informace o reaktorech
| Reaktor | Typ reaktoru  | Výkon   | Výkon   | Zahájení výstavby | Připojení k síti | Uvedení do provozu | Uzavření |
| Reaktor | Typ reaktoru  | Čistý   | Hrubý   | Zahájení výstavby | Připojení k síti | Uvedení do provozu | Uzavření |
| ------- | ------------- | ------- | ------- | ----------------- | ---------------- | ------------------ | -------- |
| Tver-1  | VVER-1200/501 | 1115 MW | 1200 MW | Po roce 2035      |                  |                    |          |
| Tver-2  | VVER-1200/501 | 1115 MW | 1200 MW | Po roce 2035      |                  |                    |          |
| Tver-3  | VVER-1200/501 | 1115 MW | 1200 MW | Po roce 2035      |                  |                    |          |
| Tver-4  | VVER-1200/501 | 1115 MW | 1200 MW | Po roce 2035      |                  |                    |          |